# Lãnh thổ Tân Anh
Lãnh thổ Tân Anh ở châu Mỹ (hay còn được gọi là Lãnh thổ Tân Anh; tiếng Anh: Dominion of New England in America, Dominion of New England; 1686–1689) là một liên minh hành chính ngắn hạn của các thuộc địa Anh trong thời kì thực dân Anh tại châu Mỹ, bao gồm toàn bộ Tân Anh và các thuộc địa Trung Bộ, ngoại trừ Thuộc địa Delaware và Tỉnh Pennsylvania. Cấu trúc chính trị của lãnh thổ này tập trung quyền lực theo mô hình tương tự như chế độ phó vương của chế độ quân chủ Tây Ban Nha tại Tân Tây Ban Nha. Tuy nhiên, hầu hết người dân thuộc địa phản đối mạnh mẽ vì họ bị tước bỏ quyền lợi và các hiến chương thuộc địa bị thu hồi. Thống đốc Edmund Andros cố gắng thực hiện các thay đổi về pháp lí và cơ cấu, nhưng hầu hết những thay đổi này bị bãi bỏ ngay khi có tin Vua James II bị phế truất ở Anh. Một thay đổi đáng chú ý là việc ép buộc đưa Giáo hội Anh vào Massachusetts, nơi trước đó các lãnh đạo Thanh giáo kiên quyết không cho phép giáo hội này có chỗ đứng. Lãnh thổ Tân Anh bao phủ một khu vực rộng lớn từ sông Delaware ở phía nam đến vịnh Penobscot ở phía bắc, bao gồm Tỉnh New Hampshire, Vịnh Massachusetts, Plymouth, Rhode Island và Providence Plantations, Connecticut, Tỉnh New York, Đông Jersey, Tây Jersey và một phần nhỏ của Maine. Quy mô quá lớn khiến việc quản lí bởi một thống đốc trở nên khó khăn.
Thống đốc Edmund Andros bị phản đối kịch liệt và bị coi là mối đe dọa chính trị. Khi tin tức về Cách mạng Vinh quang đến Boston năm 1689, Thanh giáo nổi dậy trong Cuộc khởi nghĩa Boston 1689, bắt giữ Andros và các quan chức của ông.
Tại New York, Cuộc nổi dậy của Leisler lật đổ phó thống đốc Francis Nicholson. Sau đó, các thuộc địa trong liên minh quay trở lại mô hình chính quyền cũ, dù một số hoạt động mà không có hiến chương chính thức. Quốc vương William III và Nữ vương Mary II sau đó đã ban hành các hiến chương mới.

## Lí lịch
Trong nửa đầu thế kỉ 17, nhiều thuộc địa của Anh được thành lập ở châu Mỹ và Tây Ấn với các đặc điểm khác nhau. Một số thuộc địa như Virginia ra đời vì mục đích thương mại, trong khi các thuộc địa như Plymouth, Vịnh Massachusetts và Rhode Island được lập ra vì lí do tôn giáo.
Hệ thống chính quyền giữa các thuộc địa cũng khác nhau. Virginia trở thành thuộc địa vương thất dù ban đầu được thành lập theo mô hình thuộc địa độc quyền. Trong khi đó, Massachusetts và các thuộc địa Tân Anh khác có hiến chương riêng và quyền tự trị lớn.
Sau thời kì Trung hưng quân chủ Anh, Quốc vương Charles II tìm cách tập trung quyền quản lí các thuộc địa. Một lí do là chi phí quản lí cao, nhưng quan trọng hơn là để kiểm soát thương mại. Trong những năm 1660, Nghị viện Anh ban hành một loạt Đạo luật Hàng hải nhằm điều chỉnh thương mại thuộc địa.
Các thuộc địa Mỹ, đặc biệt là Tân Anh, phản đối mạnh mẽ vì khu vực này có mạng lưới thương mại lớn với các thuộc địa Anh khác và các nước châu Âu như Tây Ban Nha và Cộng hoà Hà Lan. Các đạo luật này cấm nhiều hoạt động thương mại truyền thống, biến các thương nhân thành kẻ buôn lậu và làm tăng đáng kể chi phí kinh doanh.
Một số thuộc địa Tân Anh gây ra vấn đề cho quân chủ, và việc hợp nhất các thuộc địa này thành một thể chế hành chính duy nhất được xem là giải pháp. Thuộc địa Plymouth chưa bao giờ được cấp hiến chương chính thức, còn Thuộc địa New Haven từng che giấu hai kẻ sát hại Quốc vương Charles I. Lãnh thổ Maine bị tranh chấp giữa nhiều bên và Massachusetts, trong khi New Hampshire là một thuộc địa vương thất nhỏ mới được thành lập.
Chính quyền Massachusetts cũng khiến quân chủ lo ngại vì họ thực thi một chế độ gần như thần quyền và không khoan dung với những người không theo Thanh giáo, kể cả những người ủng hộ Giáo hội Anh. Quốc vương Charles II nhiều lần cố cải tổ chính quyền Massachusetts nhưng bị chống đối. Năm 1683, quá trình pháp lí nhằm thu hồi hiến chương của Massachusetts bắt đầu, và nó bị huỷ bỏ vào tháng 6 năm 1684.
Đế quốc Anh muốn các thuộc địa tập trung sản xuất nông sản như thuốc lá, lúa gạo và chàm như ở miền Nam. Tuy nhiên, điều này không phù hợp với Tân Anh do địa hình không thuận lợi. Thay vào đó, cư dân Tân Anh phát triển thương mại và trở thành đối thủ cạnh tranh với thương nhân Anh. Họ cũng dần thiết lập các xưởng sản xuất đe doạ thị trường hàng hoá nhập khẩu từ Anh. Do đó, kế hoạch của chính quyền Anh là thiết lập một chính quyền tập trung và quyền lực ở miền Bắc, nhằm ngăn chặn khu vực này khỏi sản xuất công nghiệp và giao thương với nước ngoài.

## Thành lập
Sau khi thu hồi hiến chương Massachusetts, Quốc vương Charles II và Hội đồng Thương mại tiến hành kế hoạch lập chính quyền thống nhất cho một số thuộc địa Tân Anh. Mục tiêu của Lãnh thổ Tân Anh gồm: Kiểm soát thương mại, cải cách quyền sở hữu đất theo mô hình Anh, phối hợp phòng thủ và tinh gọn bộ máy hành chính. Ban đầu, Lãnh tổ có bao gồm Vịnh Massachusetts , Plymouth, New Hampshire, Maine và Narraganset Country (nay là hạt Washington, Rhode Island).

## Chính quyền Dudley

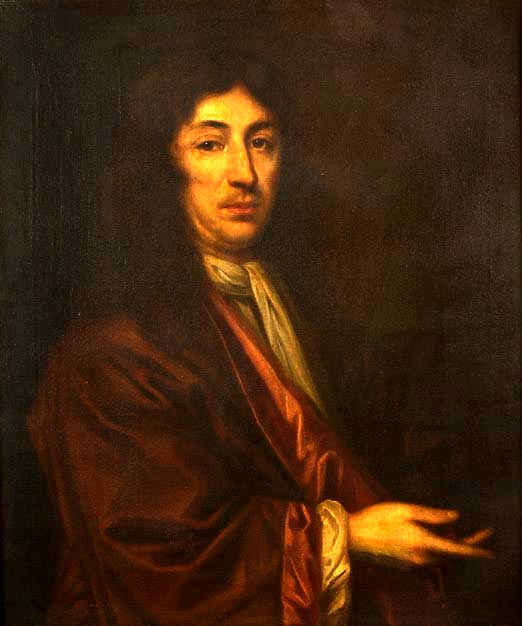
Joseph Dudley

Chính quyền  Dudley (Dudley administration) đề cập đến giai đoạn Joseph Dudley tạm thời cai trị Lãnh thổ Tân Anh (1686) với tư cách Chủ tịch Hội đồng Tân Anh. Dudley cai trị mà không có cơ quan lập pháp đại diện, chỉ dựa vào một hội đồng được quân chủ chỉ định.
Dưới chính quyền này, Edward Randolph giữ vai trò quan trọng trong quản lí hành chính và thương mại, đặc biệt trong việc thu thuế hải quan. Tuy nhiên, do quyền lực hạn chế và không có sự ủng hộ từ người dân, chính quyền Dudley không để lại nhiều dấu ấn và nhanh chóng bị thay thế khi Edmund Andros được bổ nhiệm làm Thống đốc Hoàng gia chính thức của Lãnh thổ.

## Chính quyền Andros

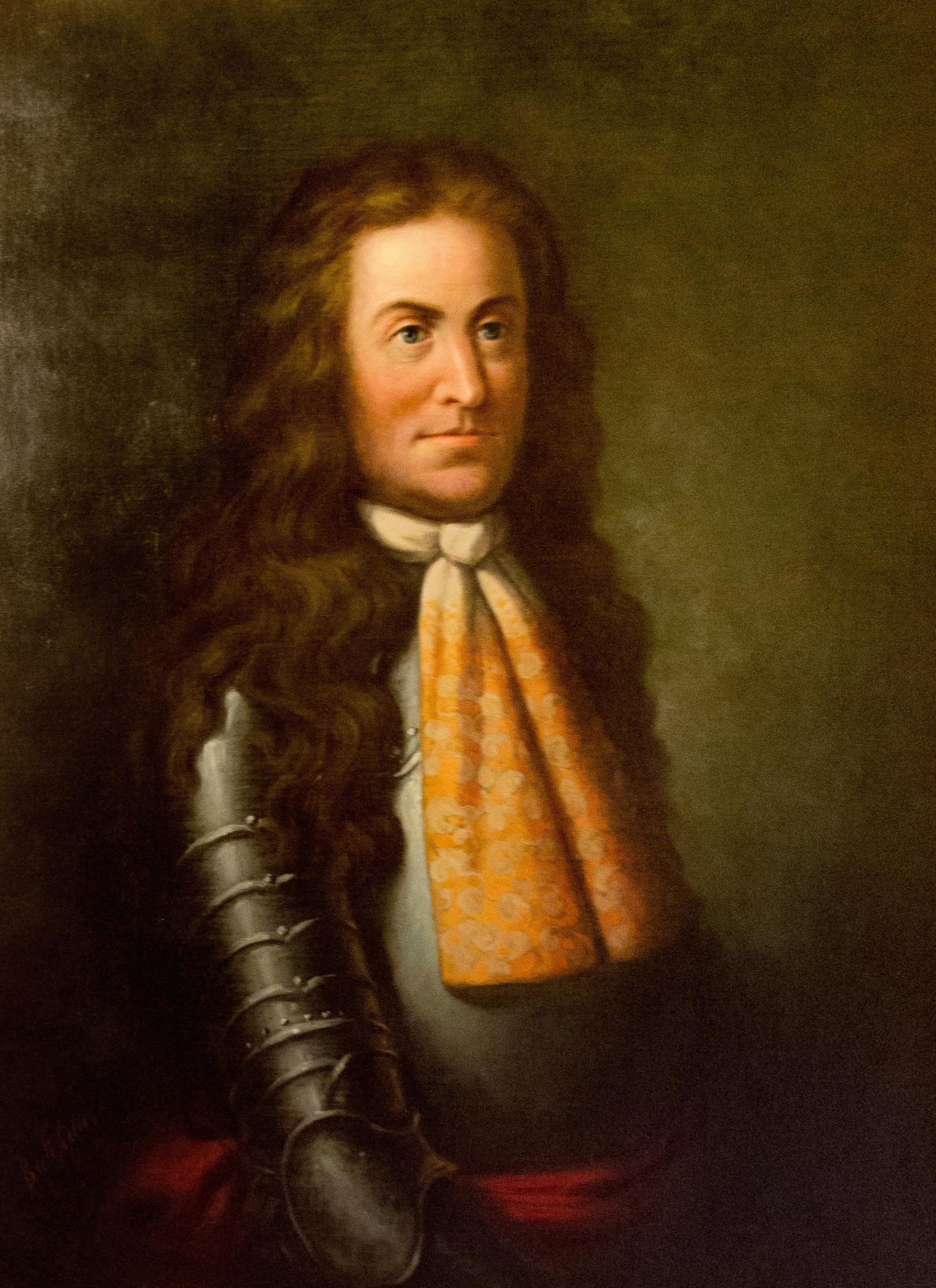
Ngài Edmund Andros

Andros, từng là thống đốc New York, đến Boston ngày 20 tháng 12 năm 1686 và ngay lập tức nắm quyền. Ông tuyên bố rằng các thuộc địa không còn quyền như người Anh khi rời Anh. Khi mục sư John Wise kêu gọi phản đối thuế vào năm 1687, Andros đã bắt giữ, kết án và phạt tiền ông. Một quan chức của Andros nói: "Ông Wise, ông không còn đặc quyền nào ngoài việc không bị bán làm nô lệ."
Theo sắc lệnh, Andros cai trị cùng một hội đồng, gồm đại diện từ các thuộc địa trong Lãnh thổ. Tuy nhiên, các cuộc họp chủ yếu do đại diện Massachusetts và Plymouth kiểm soát, do khó khăn trong việc di chuyển và chi phí đi lại không được hoàn trả.

### Giáo hội Anh
Ngay sau khi đến, Andros đề nghị các nhà thờ Thanh giáo ở Boston cho phép sử dụng nhà thờ của họ để tổ chức các buổi lễ của Giáo hội Anh, nhưng liên tục bị từ chối. Năm 1687, ông yêu cầu chìa khoá Nhà thờ Thứ ba của Samuel Willard, và các buổi lễ được tổ chức tại đó dưới sự chủ trì của Robert Ratcliff cho đến năm 1688, khi Nhà nguyện của Vua được xây dựng.

### Luật doanh thu
Sau khi Andros đến, hội đồng bắt đầu điều chỉnh luật pháp của toàn bộ lãnh thổ để phù hợp hơn với luật Anh. Quá trình này kéo dài, khiến Andros phải tuyên bố vào tháng 3 năm 1687 rằng các luật hiện có vẫn có hiệu lực cho đến khi được sửa đổi. Massachusetts không có luật thuế trước đó, nên một hệ thống thuế mới được xây dựng, ban đầu dựa vào thuế nhập khẩu, chủ yếu là rượu. Tuy nhiên, sau nhiều tranh luận, họ quyết định khôi phục hệ thống thuế cũ của Massachusetts, vốn bị nông dân phản đối do mức thuế cao đối với gia súc. Để tăng nguồn thu ngay lập tức, Andros cũng được chấp thuận tăng thuế nhập khẩu rượu.
Khi thực thi luật thuế mới, chính quyền vấp phải sự phản kháng mạnh mẽ ở Massachusetts. Một số thị trấn từ chối cử ủy viên thu thuế, khiến quan chức của họ bị bắt đưa về Boston. Một số bị phạt tiền, số khác bị giam giữ cho đến khi đồng ý thực hiện nhiệm vụ. Lãnh đạo Ipswich là những người phản đối quyết liệt nhất và bị kết án vi phạm nhẹ. Các tỉnh khác không phản đối luật thuế mới, dù mức thuế cao hơn so với trước đây, đặc biệt là ở Rhode Island. Chủ đất nghèo ở Plymouth bị ảnh hưởng nặng nề do thuế cao đối với gia súc.

### Luật họp thị trấn
Hệ quả của cuộc biểu tình chống thuế là Andros tìm cách hạn chế các cuộc họp thị trấn, nơi phong trào phản đối khởi phát. Ông ban hành luật giới hạn các cuộc họp chỉ diễn ra một lần mỗi năm để bầu quan chức, đồng thời cấm mọi cuộc họp khác vì bất kì lí do gì. Việc tước quyền tự quản này bị người dân căm ghét. Nhiều người phản đối rằng luật thuế và hạn chế họp thị trấn vi phạm Đại Hiến chương, vốn bảo đảm quyền đánh thuế phải do đại diện của dân quyết định.